# Jakać (dopływ Ruża)
Jakać – struga, prawostronny dopływ Ruża o długości 14,26 km.
Źródło strugi znajduje się w kompleksie leśnym Czerwony Bór w woj. podlaskim, w gminie Śniadowo. Przepływa przy wsiach: Mężenin, Jakać Młoda, następnie Stara Jakać i Jakać Dworna. Do Ruża uchodzi 1,2 km na zachód od wsi Szabły Młode.